# 美高梅大酒店
拉斯維加斯美高梅大酒店（MGM Grand Las Vegas）是一間位於美國內華達州拉斯維加斯賭城大道上的賭場飯店。美高梅大酒店是世界上客房數量第二多的飯店，也是全美國最大的度假村設施。酒店在1993年開幕時是世界上最大的飯店。
三十層的酒店主建築樓高293英尺（89），由美高梅國際酒店集團持有並負責營運。酒店內的設施包括總面積達6.6英畝（2.7公頃）的五座戶外游泳池、河流和瀑布，一座380,000平方英尺（35,000平方）的會議中心、美高梅大酒店花園體育館（MGM Grand Garden Arena），大型水療設施「Grand Spa」、多間商店、夜總會和餐廳。美高梅大酒店有著克拉克郡內最大的賭場，面積達171,500平方英尺（15,930平方）。
美高梅大酒店所在的熱帶花園-拉斯維加斯大道交叉口行人無法直接穿越街道，因此美高梅大酒店與其他臨近的設施是透過高架的行人天橋連結。

## 歷史

### 瑪麗娜飯店
美高梅大酒店的土地上原為1975年開業的瑪麗娜飯店（Marina Hotel），在當時共有714間客房。柯克·科克莱恩（Kirk Kerkorian）在1989年買下了瑪麗娜飯店和臨近的熱帶天堂鄉村俱樂部（Tropicana Country Club），取得日後興建美高梅大酒店所需的土地。在被收購之後，瑪麗娜飯店曾以美高梅瑪麗娜飯店（MGM-Marina Hotel）之名對外營運。
瑪麗娜飯店最後在1990年11月30日結束營業，新的米高梅大酒店在1991年10月7日破土興建。瑪麗娜飯店的建築目前依然存在，位於美高梅大酒店主體建築的西側。

### 美高梅大酒店
1993年2月23日美高梅大酒店舉行了完工慶祝典禮，將最後一塊祖母綠玻璃窗安裝到三十層樓的建築物頂端。典禮中釋放了5,005顆的綠色氣球，每顆氣球中都放有一張免費住宿美高梅大酒店一晚的優惠券。
美高梅大酒店在1993年12月18日正式開幕，當時的擁有者為美高梅大酒店公司（MGM Grand Inc.）。酒店當時以電影《綠野仙蹤》作為主題，包括在建築上使用電影中「翡翠城」（Emerald City）的綠色，以及大量與《綠野仙蹤》相關的裝飾。當美高梅大酒店在1996年大幅翻修時，《綠野仙蹤》主題賭場和「翡翠城」被拆除，「翡翠城禮品店」被移往賭場內新的購物空間，該禮品店一直持續營業直到2003年。

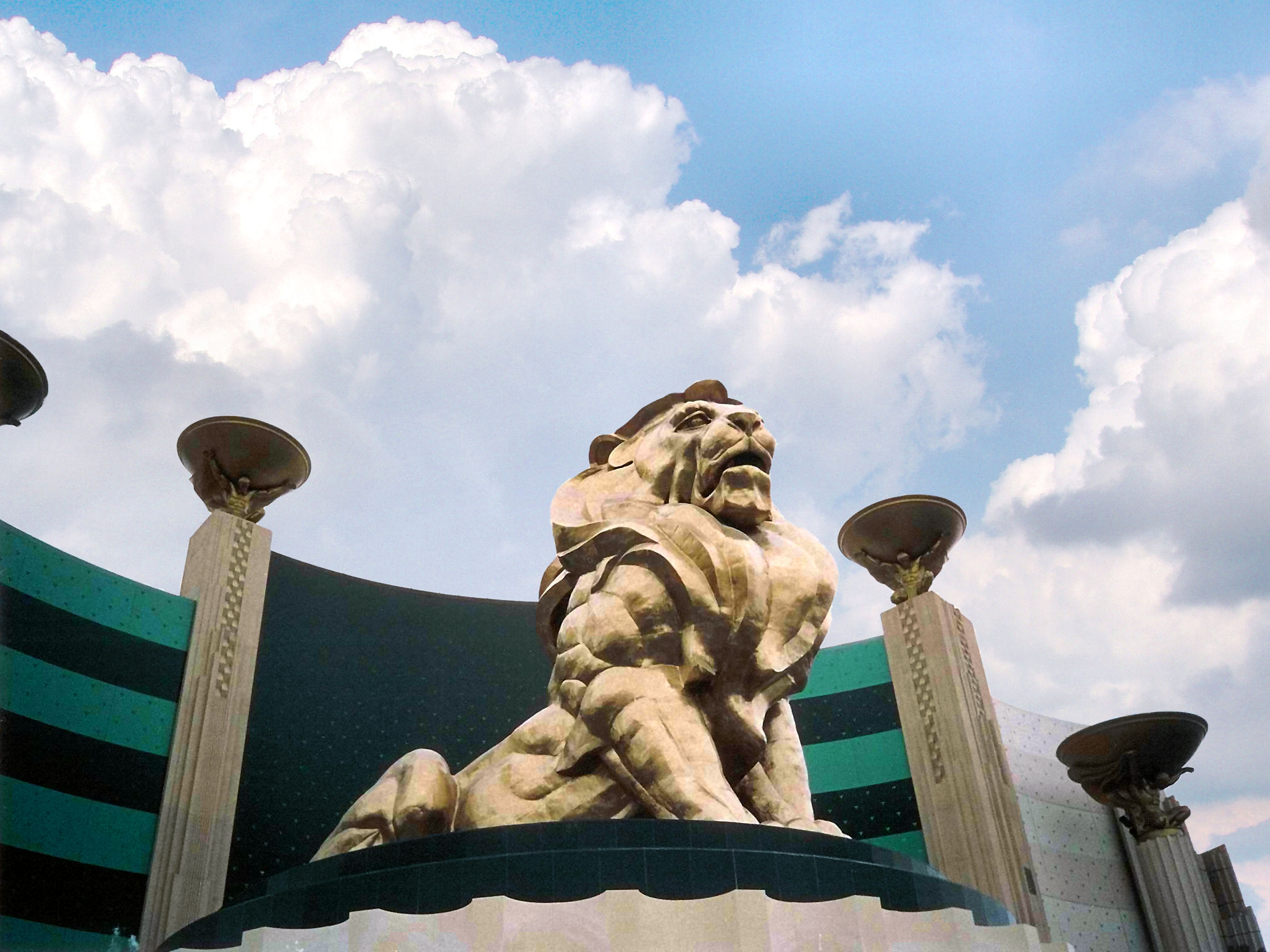
米高梅大酒店入口的大型獅子銅像

酒店在賭城大道上的入口最早是位於一座巨大獅子雕塑的嘴巴之中，該雕塑是米高梅吉祥物「Leo the Lion」的卡通化版本，但這個入口設計在之後被改建為較為傳統的酒店入口。當時許多華人賭客會避免使用正面的入口而改走酒店後門，因為他們相信在風水上進入獅子的口中會帶來壞運。1998年，一座大型的獅子銅像樹立在入口上方，這座銅像重達50頓、高45英尺（14公尺），其底座高25英尺，是美國最大的銅製塑像。
自2011年10月起至2012年9月間，美高梅大酒店開始進行稱為「Grand Renovation」的大改裝，酒店主建築內所有的客房和套房、賭場和公共空間皆全面翻修。

## 特色景點

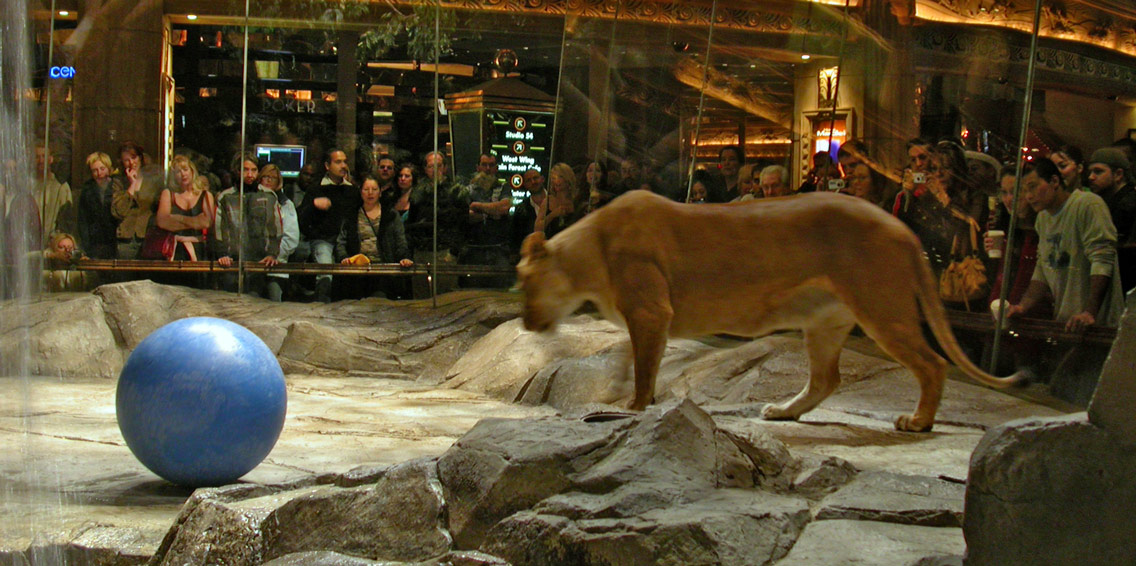
美高梅大酒店賭場空間中的獅子展演

美高梅大酒店內曾在賭場區域中的玻璃圍欄內展出獅子，自1999年起每天最多有六隻獅子在賭場中展出，並有一條穿越展示區下方的玻璃隧道可讓遊客更近距離地觀看獅子。酒店展出的獅子是來自拉斯維加斯外約12英里處的一座飼養場。獅子的展示隨著酒店的大改裝在2012年2月結束 。
CSI：犯罪現場體驗（CSI: The Experience）在2009年9月開幕。遊客可透過互動方式嘗試解決三宗謀殺案件，過程中可體驗觸控式導覽螢幕、影集演員錄製的影片，以及擬真的證據物件等。在完成體驗後，遊客能夠獲得一張案件摘要和一份CSI證書。

## 博弈設施
美高梅大酒店是拉斯維加斯最大規模的賭場之一，總面積達到171,500平方英尺（15,930平方）。賭場內有超過2,500台博弈遊戲機，以及139張提供撲克和其他遊戲的賭桌。賭場內的博弈遊戲機類型包括角子機、電子撲克和復合式遊戲機種。此外賭場內也提供對運動、競速等賽事的下注。

## 娛樂表演
在1995年至2003年間，《EFX》是米高梅大酒店的常駐表演節目。該節目在推出當時是世界上最大且最昂貴的舞台裝置。2004年起，太陽劇團的《Kà》取代了《EFX》成為美高梅大酒店目前的常駐娛樂表演。魔術師大衛·考柏菲也經常在酒店內的好萊塢戲院（The Hollywood Theatre）演出。此外酒店附屬的美高梅大酒店花園體育館（MGM Grand Garden Arena）則以舉辦演唱會或拳擊等運動比賽為主。

### 表演場館
- Beacher's Madhouse
- 好萊塢戲院（Hollywood Theatre）
- Kà Theatre
- 米高梅大花园体育馆（MGM Grand Garden Arena）

## 飯店
飯店客房分布在數棟不同的建築物內，其中主要的飯店大樓提供5,044間客房，包括4,293間一般客房和751間套房。大樓最高的兩層樓中有著稱為「美高梅大酒店雲天閣」（SKYLOFTS at MGM Grand）的51間閣樓套房。與主大樓相鄰的另外三棟稱為「美高梅署名酒店」（The Signature at MGM Grand）的新館在2006年開幕，每棟當中各有576間套房。此外酒店範圍內另有29間稱為「The Mansion at MGM Grand」的别墅。

## 資料來源
1. ↑  Rivlin, Gary. . The Seattle Times. 2008-01-20  [2014-02-18]. （原始内容存档于2011-05-24）.
2. ↑  MGM Grand review （页面存档备份，存于）. LasVegas.com.
3. 1 2  . vegastodayandtomorrow.com.   [2008-10-18]. （原始内容存档于2015-10-26）.
4. 1 2  . lasvegasmikey.com.   [2008-10-18]. （原始内容存档于2008-11-20）.
5. ↑  . earlyvegas.com.   [2008-10-18]. （原始内容存档于2015-11-14）.
6. 1 2 3  Press Release Info （页面存档备份，存于）. mgmgrand.com.
7. ↑  . Las Vegas Sun. 2012-01-30  [2014-02-18]. （原始内容存档于2016-08-15）.
8. ↑  . mgmgrand.com.   [2011-12-22]. （原始内容存档于2011-12-08）.
9. ↑  Casino Games （页面存档备份，存于）. mgmgrand.com.

## 外部連結
- 美高梅大酒店 （页面存档备份，存于）
- SKYLOFTS at MGM Grand （页面存档备份，存于）
- The Signature at MGM Grand （页面存档备份，存于）

36°06′08″N 115°10′10″W / 36.102220°N 115.169516°W